# Aeolanthes deltogramma
Aeolanthes deltogramma Meyrick, 1923 è un lepidottero notturno appartenente alla famiglia Depressariidae, endemico dell'India, specificamente dell'Assam.

## Descrizione

### Adulto
L'apertura alare è di circa 25 mm. Le ali anteriori sono color ocra scuro, leggermente sfumate di grigiastro verso il disco, più soffuse verso il dorso, e più tendenti all'arancio sul terzo costale. Le ali presentano due macchie giallo chiaro allungate e sovrapposte sotto il centro della costa e una macchia soffusa, di una tonalità ferruginosa, all'estremità della cella, contenente un puntino bianco minuto, seguita da due macchie giallo chiaro circondate da soffusione ferruginosa e qualche lieve sfumatura più scura.
La falena presenta anche una macchia subdorsale ferruginosa triangolare sotto l'estremità della cella, finemente bordata di bianco, lateralmente, e con il bordo anteriore esteso come una sottile linea subdorsale bianca a metà strada fino alla base.
Sono presenti striature bianco-argenteo tra le vene 9-11 verso la costa e una grande macchia bianca triangolare equilatera, limitata superiormente dalla vena 8 e tagliata da linee ferruginose lungo le vene 5 e 6. Il bordo terminale è finemente nerastro. Le ali posteriori sono ocra-biancastre sottilmente cosparse di scaglie di pelo grigio. Le venuzze sono a loro volta grigie.